# حادثه جورجه مارتینوویچ
 جورجه مارتینوویچ (سیریلیک صربی: Ђорђе Мартиновић؛ ۱ ژانویهٔ ۱۹۲۸ – ۶ سپتامبر ۲۰۰۰) یک کشاورز صربی اهل کوزوو بود که قربانی حادثه‌ای شد که در آن به دلیل جراحات ناشی از فرو کردن بطری آبجو در مقعدش تحت درمان قرار گرفت. این حادثه در سیاست‌های صربستان پخش شد و با واکنش‌هایی روبرو شد. هرچند که دلایل این حادثه برای سال‌ها در ابهام قرار داشتند، این حادثه نقش مهمی در بدتر کردن روابط قومیتی صرب‌ها و آلبانیایی‌ها بازی کرد.

## حادثه
در ۱ مه ۱۹۸۵، جورجه مارتینوویچ، یک ساکن ۵۶ ساله شهر گنییلان به یک بیمارستان محلی برای یک بطری شکسته در راست‌روده خود رفت. او ادعا کرد که دو مرد آلبانیایی‌زبان به او هنگامی که در مزرعه‌اش کار می‌کرد حمله کردند. پس از بازجویی با یک سرهنگ ارتش خلق یوگسلاوی، مارتینوویچ اذعان کرد که جراحاتش در یک تلاش خودسرانه برای خودارضایی ایجاد شده است. محققان عمومی گزارش دادند که «دادستان به نتیجه ای کتبی رسید که از آن به نظر می‌رسد مجروح به دیدگاه خود «خودارضایی» کرده است، [که] بطری آبجو را روی چوب چوبی گذاشته و آن را در زمین چسبانده است. پس از آن روی بطری نشست و لذت برد.» رهبران جوامع در گنییلان بعداً بیانیه‌ای صادر کردند و صدمات وی را «پیامدهای تصادفی یک عمل خودخواسته [جنسی]» توصیف کردند.
او برای بررسی‌های بیشتر به بلگراد منتقل شد و در آکادمی نظامی پزشکی مورد تحقیق قرار گرفت. تیم پزشکی ادعا کرد که جراحات حاصل یک عمل خودخواسته نیستند. تیم پزشک‌ها که شامل دو پزشک از بلگراد و یک پزشک هر کدام از شهرهای لیوبلیانا، زاگرب و اسکوپیه بودند ادعا داشتند جراحات حاصل «تزریق خشن و سنگین یک بطری ۵۰۰ میلی‌متری به راست‌روده او بوده است.» و از لحظا فیزیکی برای مارتینوویج امکان نداشته که این کار را خود انجام دهد.تیم اظهار داشت که تزریق آن «فقط می‌توانسته توسط دو یا سه شخص صورت بگیرد.»
یک نظر دیگر که توسط یانز میلچینسکی داده شد این است که مارتینوویچ می‌توانسته از یک چوب بطری را در یک حالت خاص نگه دارد و در زمین نگه داشت ام در طول خودارضایی لیز خورد و بطری در راست‌روده او به دلیل وزن او شکسته شد. پلیس مخفی یوگسلاوی و اطلاعات نظامی گزارش دادند که جراحات مارتینوویچ توسط خود انجام گرفته است.

مارتینوویچ بعداً اعتراف خود را پس گرفت و مدعی شد که در طول بازجویی سه ساعته او را مجبور کردند و به او وعده داده شد که فرزندانش در ازای اعتراف، در شغلی استخدام خواهند شد.پسر او به رسانه‌ها گفت پدر او به دلیل صرب بودنش مورد حمله قرار گرفت: «دوستان من به من می‌گویند این حادثه به عنوان انتقام توسط آلبانیایی‌ها انجام گرفت. آن‌ها اهمیت نمی‌دهند قربانی چه کسی باشد تا وقتی که صرب است.»
در پایان، مقامات یوگسلاوی و جمهوری سوسیالیستی صربستان حتی پس از لغو خودمختاری کوزوو، این پرونده را پی‌گیری نکردند و هیچ تلاش جدی‌ای برای یافتن متهمان حمله به مارتینوویچ صورت نگرفته است.